# クイズ×クイズ
『クイズ×クイズ』（クイズクイズ）は、2003年8月7日から同年9月25日までTBSの『Pooh!』木曜日枠（23時55分～翌0時30分）で放送されていたクイズ番組である。
それまで放送されていた「ブーケをねらえ!」が『★愛と誠★』（火曜21時枠）に内包される形で枠移動したためのつなぎ番組として、『ザ・メモリーハンター!』と『クイズミステリーマンション』の2つのクイズ企画を隔週で放送。ラスト1回は、合計視聴率が高かった「ザ・メモリーハンター!」が放送された。
| TBS 「Pooh!」木曜日枠                           | TBS 「Pooh!」木曜日枠 | TBS 「Pooh!」木曜日枠                                    |
| 前番組                                          | 番組名                | 次番組                                                   |
| ----------------------------------------------- | --------------------- | -------------------------------------------------------- |
| ブーケをねらえ! ※火曜21時枠の「★愛と誠★」に内包 | クイズ×クイズ         | ロンロバ!全力投球! ※木曜0:55枠（水曜深夜）から移動・改題 |

| スタブアイコン | サブスタブ | この項目は、まだ閲覧者の調べものの参照としては役立たない、テレビ番組に関連した書きかけの項目です。この項目を加筆・訂正などしてくださる協力者を求めています（P:テレビ/PJ:放送または配信の番組）。 |